# Tom Kennedy (acteur)
Pour les articles homonymes, voir Kennedy, Thomas Kennedy et Tom Kennedy.

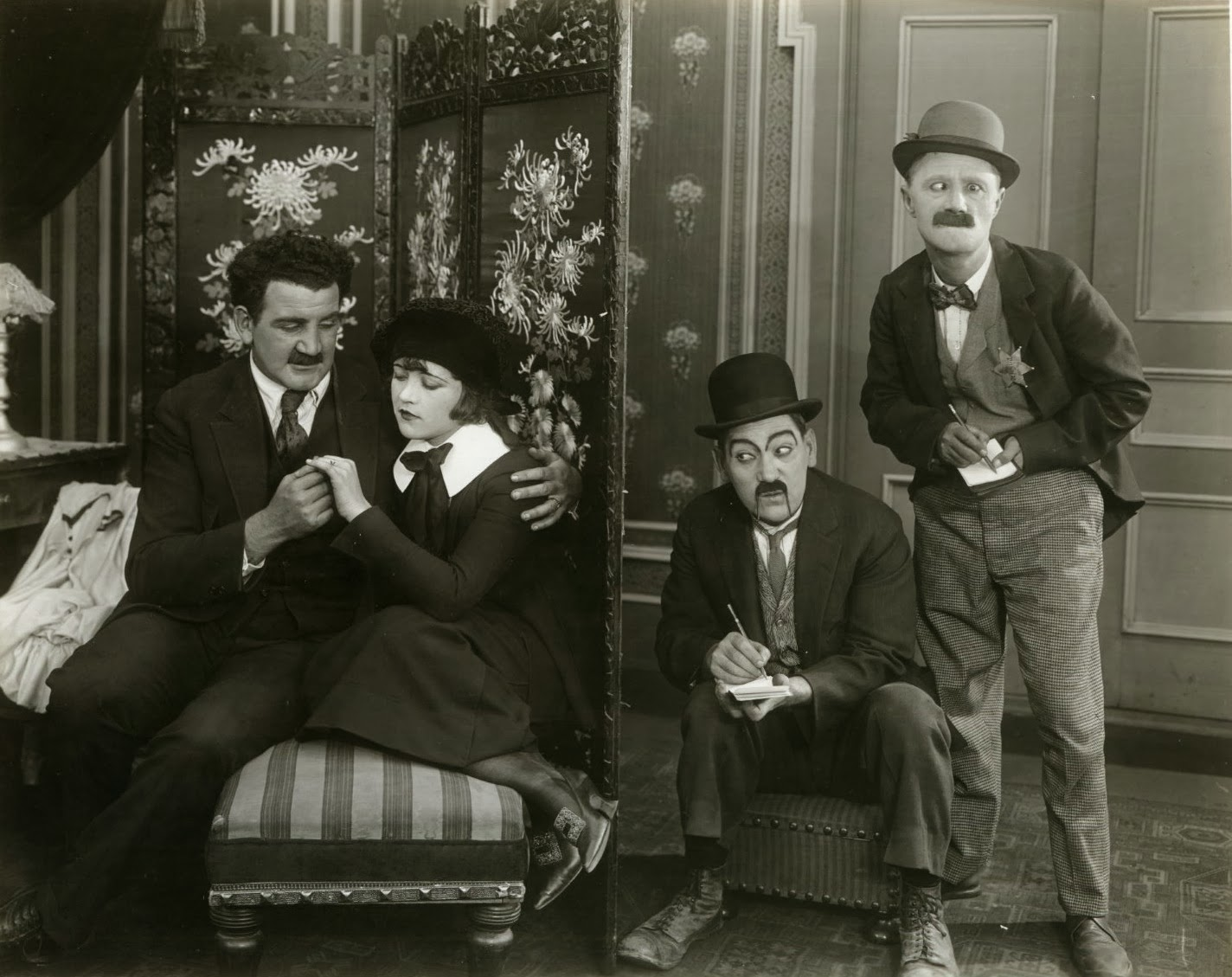
De g. à d. : Tom Kennedy, Marie Prevost, Charles Lynn et Ben Turpin, dans Cache et Cache détectives (1918)

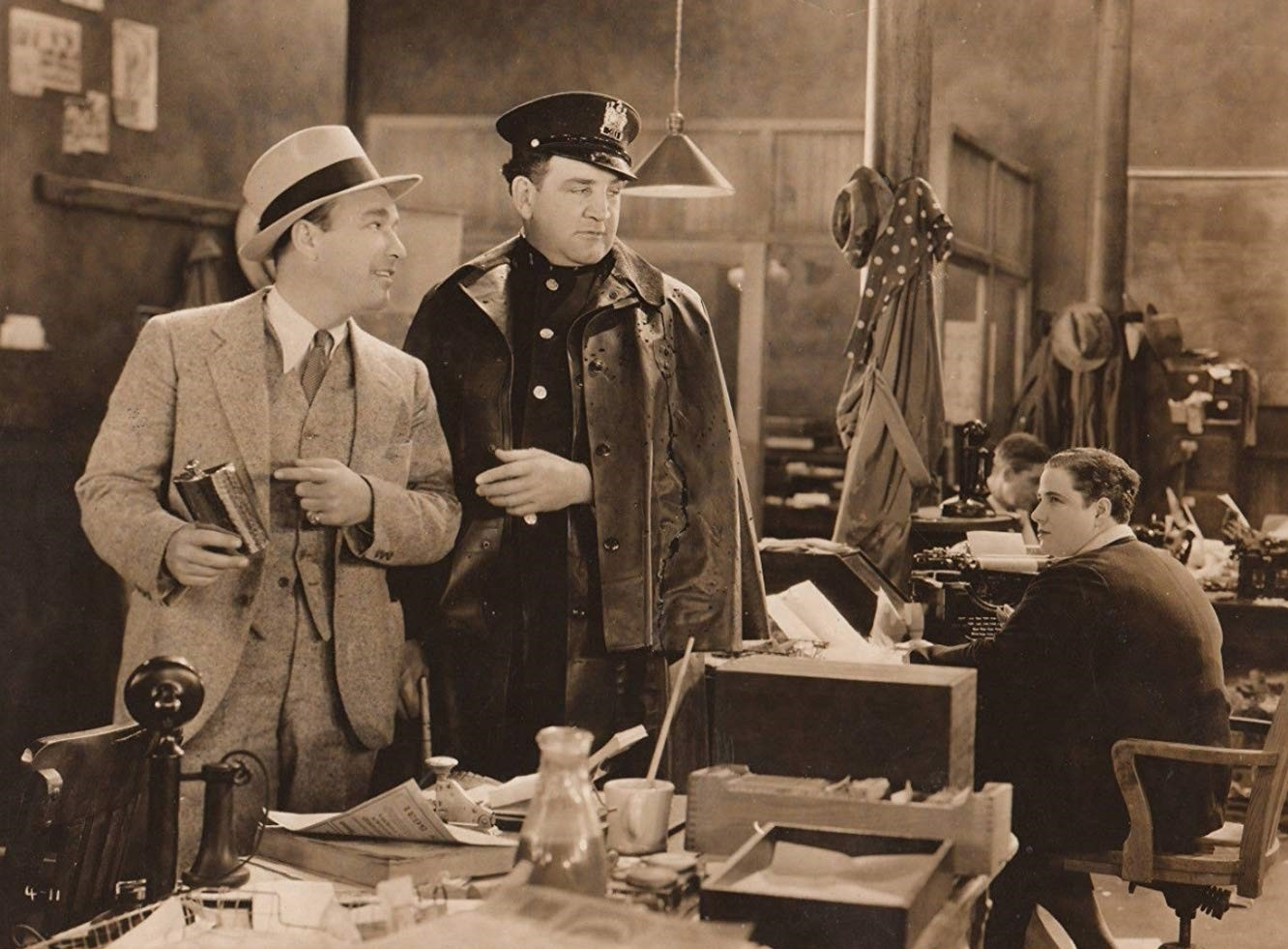
Avec Robert Armstrong (à g.), dans Big News (1929)

Thomas Aloyisus « Tom » Kennedy, né le 15 juillet 1885 à New York (État de New York) et mort le 6 octobre 1965 à Los Angeles (quartier de Woodland Hills, Californie), est un acteur américain.

## Biographie
Au cinéma, Tom Kennedy contribue à trois-cent-cinquante-neuf films américains (dont de nombreux courts métrages comiques et des westerns), depuis Le Timide de Christy Cabanne (1915, avec Douglas Fairbanks et Seena Owen) jusqu'au western Chasseur de primes de Spencer Gordon Bennet (1965, avec Dan Duryea et Rod Cameron).
De sa période du muet, mentionnons également Mickey de F. Richard Jones et James Young (1918, avec Mabel Normand et George Nichols), Kismet de Louis J. Gasnier (1920, avec Otis Skinner et Rosemary Theby), Sérénade de Raoul Walsh (1921, avec Miriam Cooper et George Walsh) et Mantrap de Victor Fleming (1926, avec Clara Bow et Ernest Torrence).
De sa période du parlant, citons encore Monnaie de singe de Norman Z. McLeod (1931, avec les Marx Brothers), Les Sans-soucis de George Marshall et Ray McCarey (1932, avec Laurel et Hardy), L'Aventure d'une nuit de Mitchell Leisen (1940, avec Barbara Stanwyck et Fred MacMurray), Visage pâle de Norman Z. McLeod (1948, avec Bob Hope et Jane Russell) et Walk Like a Dragon de James Clavell (1960, avec Jack Lord et James Shigeta).
À la télévision américaine, excepté un téléfilm de 1955, il apparaît dans vingt-huit séries à partir de 1951, principalement de western, dont Au nom de la loi (deux épisodes, 1959), L'Homme à la carabine (onze épisodes, 1961-1963), Rawhide (treize épisodes, 1963-1964) et Gunsmoke (huit épisodes, 1964-1965).
Tom Kennedy tient son ultime rôle dans un épisode de La Grande Vallée, diffusé le 20 octobre 1965, deux semaines après sa mort, à 80 ans.

## Filmographie partielle

### Cinéma
- 1915 : Le Timide (The Lamb) de Christy Cabanne : le visage pâle incompétent
- 1916 : Ambroise millionnaire (A Modern Enoch Arden ) de Clarence G. Badger et  Charles Avery
- 1917 : Erreur de chambre (A Bedroom Blunder) de Edward F. Cline et Hampton Del Ruth : un policier (non crédité)
- 1917 : Casimir et la Formule secrète (An International Sneak) de Fred C. Fishback et Hampton Del Ruth (court métrage) : un policier
- 1917 : Les Déboires de Philomène (Are Waitresses Safe?) de Hampton Del Ruth et Victor Heerman : rôle non crédité
- 1918 : Mickey de F. Richard Jones et James Young : Tom Rawlings
- 1918 : Cache et Cache détectives (Hide and Seek, Detectives) d'Edward F. Cline (court métrage) : le sauveteur héroïque
- 1919 : L'Enlèvement de Miss Maud (The Island of Intrigue) d'Henry Otto : le majordome Jackson
- 1920 : Kismet de Louis J. Gasnier : Kutyat
- 1921 : Sérénade (Serenade) de Raoul Walsh : Zambrano
- 1922 : Notre premier citoyen (en) (Our Leading Citizen) de Alfred E. Green : Boots
- 1922 : The Egg de Gilbert Pratt
- 1922 : Kindred of the Dust de Raoul Walsh : un gros dur
- 1923 : Scaramouche de Rex Ingram : un dragon
- 1925 : Le Capitaine Mystère (en) (As Man Desires) d'Irving Cummings : « Gorilla » Bargsley
- 1926 : Mantrap de Victor Fleming : Curly Evans
- 1926 : Le Dernier de sa race (en) (The Yankee Señor) d'Emmett J. Flynn : Luke Martin
- 1926 : We're in the Navy Now de A. Edward Sutherland : Percival Struggs
- 1927 : Sapeurs... sans reproche (Fireman, Save My Child) de A. Edward Sutherland : le capitaine Kennedy
- 1927 : L'Imbattable (One-Round Hogan) de Howard Bretherton : rôle non crédité
- 1927 : Señorita de Clarence G. Badger
- 1928 : The Cop de Donald Crisp : le sergent Coughlin
- 1928 : Wife Savers de Ralph Ceder : Général Lavoris
- 1929 : Vive la liberté (Liberty) de Leo McCarey (court métrage) : un ouvrier du bâtiment
- 1929 : Big News de Gregory La Cava : l'officier de police Ryan
- 1930 : L'Amérique a soif (See America Thirst) de William J. Craft
- 1931 : Monnaie de singe (Monkey Business) de Norman Z. McLeod : le premier maître Gibson
- 1931 : It Pays to Advertise de Frank Tuttle : Perkins
- 1931 : New Adventures of Get Rich Quick Wallingford de Sam Wood
- 1932 : Nuit après nuit (Night After Night) de Archie Mayo : le barman Tom
- 1932 : Les Sans-soucis (Pack Up Your Troubles) de George Marshall et Ray McCarey : le sergent recruteur
- 1932 : Si j'avais un million (If I Had a Million), film à sketches de James Cruze et autres : Joe
- 1932 : Le Bel Étudiant (Huddle) de Sam Wood
- 1933 : Man of the Forest de Henry Hathaway : le shérif Blake
- 1933 : 42e Rue (42nd Street) de Lloyd Bacon : Slim Murphy
- 1934 : Hollywood Party de Richard Boleslawski et autres : le majordome Beavers
- 1934 : Strictly Dynamite d'Elliott Nugent : Junior
- 1935 : Gosse de riche (She Couldn't Take It) de Tay Garnett : Slugs
- 1936 : Le Médecin de campagne (The Country Doctor) d'Henry King : un bûcheron
- 1937 : Mariez-vous ! (Marry the Girl) de William C. McGann : Jasper
- 1937 : When's Your Birthday? de Harry Beaumont
- 1937 : SOS vertu ! (Wise Girl) de Leigh Jason
- 1937 : Forty Naughty Girls d'Edward F. Cline : Détective Casey
- 1938 : Gangster d'occasion (Co Chase Yourself) d'Edward F. Cline : Icebox
- 1939 : The Day the Bookies Wept de Leslie Goodwins : Pinky Brophy
- 1939 : The Covered Trailer de Gus Meins
- 1940 : L'Aventure d'une nuit (Remember the Night) de Mitchell Leisen : « Fat » Mike
- 1940 : An Angel from Texas de Ray Enright
- 1940 : Mexican Spitfire Out West de Leslie Goodwins : le chauffeur de taxi
- 1940 : Sporting Blood de S. Sylvan Simon
- 1941 : Sailors on Leave d'Albert S. Rogell : Dugan
- 1942 : Broadway de William A. Seiter : Kerry
- 1943 : Dixie Dugan d'Otto Brower : le sergent de police
- 1943 : Le Cabaret des étoiles (Stage Door Canteen) de Frank Borzage : lui-même (caméo)
- 1943 : Hit Parade of 1943 d'Albert S. Rogell : Westinghouse
- 1943 : Petticoat Larceny de Ben Holmes (en) : Pinky
- 1944 : La Princesse et le Pirate (The Princess and the Pirate) de David Butler : Alonzo
- 1944 : Quatre Flirts et un cœur (And the Angels Sing) de George Marshall : Potatoes
- 1945 : Pavillon noir (The Spanish Main) de Frank Borzage : un capitaine de navire pirate à l'auberge
- 1946 : Bringing Up Father de Edward F. Cline : Murphy
- 1948 : Visage pâle (The Paleface) de Norman Z. McLeod : le barman
- 1949 : Les Amants de la nuit (They Live by Night) de Nicholas Ray : un policier
- 1949 : Monsieur Joe (Mighty Joe Young) de Ernest B. Schoedsack : un policier
- 1950 : Jour de chance (Riding High) de Frank Capra : un pigeon sur le champ de courses
- 1951 : M de Joseph Losey : un voyou
- 1951 : Le Foulard (The Scarf) de Ewald André Dupont : un aliéné
- 1957 : Meurtres sur la dixième avenue (Slaughter on Tenth Avenue) d'Arnold Laven : un gardien des quais
- 1959 : Certains l'aiment chaud (Some Like It Hot) de Billy Wilder : un videur
- 1960 : Walk Like a Dragon de James Clavell : le barman Jethro
- 1963 : Un monde fou, fou, fou, fou (It's a Mad, Mad, Mad, Mad World) de Stanley Kramer : un policier à la circulation
- 1965 : Chasseur de primes (The Bounty Killer) de Spencer Gordon Bennet : le serveur Joe

### Télévision
(séries)
- 1955 : Topper, saison 2, épisode 18 Topper Hits the Road de Leslie Goodwins : Kewpie
- 1959 : Au nom de la loi (Wanted: Dead or Alive), saison 1, épisode 26 Le Marché (Eager Man : un pilier de bar) de Don McDougall et épisode 34 Une petite cliente (Littlest Client : le forgeron) de Thomas Carr
- 1959-1960 : Sugarfoot, cinq épisodes
- 1959-1961 : Maverick, cinq épisodes
- 1959-1961 : Cheyenne, cinq épisodes
- 1959-1964 : Les Aventuriers du Far West (Death Valley Days)
  - Saison 7, épisode 14 A Piano Goes West (1959) de Paul Landres : un citoyen
  - Saison 12, épisode 24 The Quiet and the Fury (1964) : un citoyen
- 1961-1963 : Bonanza
  - Saison 2, épisode 21 Vengeance (1961) : un citoyen
  - Saison 4, épisode 25 Une femme perdue (A Woman Lost, 1963) de Don McDougall : le barman du Sailor Bar
- 1961-1963 : L'Homme à la carabine (The Rifleman), onze épisodes
- 1963 : Mon Martien favori (My Favorite Martian), saison 1, épisode 9 Rocket to Mars de Leslie Goodwins : Mike
- 1963-1964 : Rawhide, treize épisodes
- 1964 : L'Homme à la Rolls (Burke's Law), quatre épisodes
- 1964-1965 : Gunsmoke ou Police des plaines (Gunsmoke ou Marshal Dillon), huit épisodes
- 1965 : La Grande Vallée (The Big Valley), saison 1, épisode 6 Héritage (Heritage) de Paul Wendkos : le vieil homme assis